# 정홍섭 (1947년)
정홍섭(鄭弘燮, 1947년 1월 15일~2024년 1월 1일)은 신라대학교 4,5대 총장을 거쳐 동명대학교 9대 총장을 역임한 교육자이다.
경북 경주 출생으로 본관은 연일이고 호는 소강(小剛)이다. 1959년 황남초등학교, 1962년 경주중학교, 1966년 대구상업고등학교를 거쳐 1970년 경북대학교 사범대학 교육학과를 졸업하였다. 이후 1990년 부산대학교 대학원에서 교육학 박사 학위를 취득하였다. 
1974년부터 부산내성중학교, 부산전자공업고등학교 등에서 교사로 재직하다 1985년 부산여자대학교(現 신라대학교) 교육학과 교수로 임용되었으며 같은 대학에서 교무처장, 기획실장, 사범대학장, 교육대학원장을 거쳐 2004년 11월 교직원 직접 선출에 의해 신라대학교 총장으로 추대되었다. 교수 재직시절인 2000년~2002년에는 부산시 교육위원회 부의장을 역임하였으며, 2005년 한국교육학회 부회장을 역임하였다.
총장 재직 당시인 2007년 2월 9일 대통령 직속 자문기구인 교육혁신위원회 위원장(장관급)으로 취임하여 국가교육의 장기비전을 마련하는 등 업적을 남기고 참여정부 말기 2008년 2월 사퇴하였다. 2008년 11월에 신라대학교 총장에 재선되어 2012년 11월 24일까지 연임하였으며 같은 해 대만 포광대학교에서 명예문학박사 학위를 수여받기도 하였다. 그 뒤 2017년 6월 부산 동명대학교 총장으로 초빙되어 교육계에 돌아와 2021년 4월까지 봉직함으로써 43년간 교육계에 종사하였다.
그는 부산 KBS, MBC, KNN 등의 시사토론 진행을 맡아 언론활동에도 참여하였으며 부산참여자치시민연합을 창설하여 공동대표를 지내는 등 1990년 대 부산지역의 대표적인 시민운동가이기도 하였다. 1992년에는 공명선거 시민운동 연합을 창설하고 공명선거에 기여한 공로를 인정받아 대통령 표창을, 대통령 직속 교육혁신위원회에서 교육정책 수립에 기한 공로를 인정받아 2008년 황조근정훈장을, 총장 퇴임 후인 2013년 2월 공직자 최고훈장인 청조근정훈장을 수여 받았다.